# Psychoda floropsis
Psychoda floropsis är en tvåvingeart som beskrevs av Quate 1967. Psychoda floropsis ingår i släktet Psychoda och familjen fjärilsmyggor. Inga underarter finns listade i Catalogue of Life.